# عدد أولي متوازن
العدد الأولي المتوازن (بالإنجليزية: balanced prime) هو عدد أولي يساوي المتوسط الحسابي العددين المجاورين له في سلسلة الأعداد الأولية.
الأعداد المتوازنة الأولي هي: 5, 53, 157, 173, 211, 257, 263, 373, 563, 593, 607, 653, 733, 947, 977, 1103, 1123, 1187, 1223, 1367, 1511, 1747, 1753, 1907, 2287, 2417, 2677, 2903, 2963, 3307, 3313, 3637, 3733, 4013, 4409, 4457, 4597, 4657, 4691, 4993, 5107, 5113, 5303, 5387, 5393... A006562
يوجد عدد لانهائي من الأعداد الأولية المتوازنة.
أكبر عدد أولي متوازن معروف هو {\displaystyle (1213266377\times 2^{35000})+2429}, وهو يساوي الرفق بين p+2430 و p-2430.